# رايموند هارمستورف
رايموند هارمستورف (بالألمانية: Raimund Harmstorf) ممثل ألماني ولد بتاريخ 7 أكتوبر 1939 وتوفي بتاريخ 3 مايو 1998.

## وصلات خارجية
رايموند هارمستورف على موقع IMDb (الإنجليزية)
- رايموند هارمستورف على موقع روتن توميتوز (الإنجليزية)
- رايموند هارمستورف على موقع مونزينجر (الألمانية)
- رايموند هارمستورف على موقع ألو سيني (الفرنسية)
- رايموند هارمستورف على موقع أول موفي (الإنجليزية)
- رايموند هارمستورف على موقع قاعدة بيانات الأفلام السويدية (السويدية)
- رايموند هارمستورف على موقع ديسكوغز (الإنجليزية)
- رايموند هارمستورف على موقع قاعدة بيانات الفيلم (الإنجليزية)
- رايموند هارمستورف على موقع كينوبويسك (الروسية)